# Панківська сільська рада
Панківська сільська́ ра́да — адміністративно-територіальна одиниця та орган місцевого самоврядування у Сторожинецькому районі Чернівецької області. Адміністративний центр — село Панка.

## Загальні відомості
- Населення ради: 2 469 осіб (станом на 2001 рік)

## Населені пункти
Сільській раді підпорядковані населені пункти:
- с. Панка

## Склад ради
Рада складається з 18 депутатів та голови.
- Голова ради: Казюк Сергій Олексійович
- Секретар ради: Баланюк Микола Миколайович

### Керівний склад попередніх скликань
| Прізвище, ім'я, по батькові | Основні відомості                                                 | Дата обрання | Дата звільнення |
| --------------------------- | ----------------------------------------------------------------- | ------------ | --------------- |
| Казюк Сергій Олексійович    | Сільський голова, 1964 року народження, освіта вища, безпартійний | 26.03.2006   | 31.10.2010      |
| Казюк Сергій Олексійович    | Сільський голова, 1964 року народження, освіта вища, безпартійний | 31.10.2010   |                 |

Примітка: таблиця складена за даними сайту Верховної Ради України

### Депутати
За результатами місцевих виборів 2010 року депутатами ради стали:

#### За суб'єктами висування
| Суб'єкт висування | Кількість обраних депутатів | %   |
| ----------------- | --------------------------- | --- |
| Самовисування     | 18                          | 100 |

#### За округами
| № округу | Прізвище, ім'я, по батькові     | Дата визнання обраним | Освіта             | Партійна приналежність                        | Відомості про обраного депутата                       |
| -------- | ------------------------------- | --------------------- | ------------------ | --------------------------------------------- | ----------------------------------------------------- |
| 1        | Красовський Йосип Людвикович    | 03.11.2010            | середня спеціальна | позапартійний                                 | приватний підприємець                                 |
| 2        | Куба Михайло Олександрович      | 03.11.2010            | середня спеціальна | позапартійний                                 | Панківська загальноосвітня школа, вчитель             |
| 3        | Красовський Ярослав Казимірович | 03.11.2010            | середня            | позапартійний                                 |                                                       |
| 4        | Клюсик Михайло Антонович        | 03.11.2010            | середня            | позапартійний                                 | Панківська ДДУ, оператор котельні                     |
| 5        | Гатеж Михайло Ананійович        | 03.11.2010            | середня            | позапартійний                                 | приватний підприємець                                 |
| 6        | Гуцуляк Григорій Танасійович    | 03.11.2010            | середня            | позапартійний                                 | пенсіонер                                             |
| 7        | Баланюк Микола Миколайович      | 03.11.2010            | вища               | член Всеукраїнського об'єднання «Батьківщина» | Панківська сільська рада, секретар сільської ради     |
| 8        | Красовський Василь Васильович   | 03.11.2010            | середня            | позапартійний                                 | ПП «Герило», газоелектрозварювальник                  |
| 9        | Чорневич Михайло Ілліч          | 03.11.2010            | середня            | позапартійний                                 | м. Чернівці, механік з ремонту автомобілів            |
| 10       | Дульгер Олександр Котянтинович  | 03.11.2010            | середня            | позапартійний                                 | приватний підприємець                                 |
| 11       | Молдован Михайло Тодорович      | 03.11.2010            | середня спеціальна | позапартійний                                 | приватний підприємець                                 |
| 12       | Карпюк Петро Миколайович        | 03.11.2010            | середня            | позапартійний                                 | Комарівське лісництво, лісник                         |
| 13       | Берчук Ілля Іванович            | 03.11.2010            | вища               | позапартійний                                 | Сторожинецька державна податкова інспекція, інспектор |
| 14       | Грендей Валерян Васильович      | 03.11.2010            | середня            | позапартійний                                 | пенсіонер                                             |
| 15       | Біньовська Анджела Василівна    | 03.11.2010            | середня            | член Політичної партії «Наша Україна»         | домогосподарка                                        |
| 16       | Якимович Степан Антонович       | 03.11.2010            | середня            | позапартійний                                 | приватний підприємець                                 |
| 17       | Красовський Дмитро Іосипович    | 03.11.2010            | середня            | позапартійний                                 | тимчасово не працює                                   |
| 18       | Красовський Микола Михайлович   | 03.11.2010            | середня            | позапартійний                                 | приватний підприємець                                 |